# Karl Schlögel
Karl Schlögel, né le 7 mars 1948 à Hawangen (Bavière, Allemagne), est un historien allemand spécialiste de la Russie et du stalinisme.

## Biographie
Karl Schlögel est professeur d'Histoire de l'Europe de l'Est à l'Université européenne Viadrina (Frankfurt del Oder) depuis 1994. Il est l'auteur de plusieurs essais sur l'histoire de la Russie.
Il a reçu le prestigieux Prix Européen de l'Essai en 1990 pour l'ensemble de son œuvre. Son livre Moscou 1937. Terreur et utopie publié en 2008 a reçu le Prix du Livre de Leipzig pour la Bonne Entente européenne.
En 2017, Schlögel reçoit la croix Pour le Mérite.
En 2025, Schlögel reçoit le Prix de la paix des libraires allemands.

## Publications
En français :
- Le Berlin russe, Maison des Sciences de l'Homme, 2014.
- Yalta et autres promenades, Le Cri, 2015.
- L'avenir se joue à Kyiv, Éditions Gallimard, 2024 (Prix du livre européen)[2].

En allemand :
- American Matrix. Besichtigung einer Epoche. Hanser Verlag 2023,  (ISBN 978-3-446-27839-4)

- Das sowjetische Jahrhundert. Archäologie einer untergegangenen Welt.  C. H. Beck, München 2017,  (ISBN 978-3-406-71511-2): Une traversée à la manière de Walter Benjamin de l'ex URSS par les lieux quotidiens et emblématiques, des méga barrages jusqu'aux datcha, aux kommounalka et aux foyers d'ouvriers et d'étudiants, et les objets typiques tels qu'on les trouve aujourd'hui aux puces: médailles, téléphone, etc, et ce qu'ils révèlent des habitudes de vie, d'alimentation, de travail[3].
- Der Duft der Imperien. Chanel N° 5 und Rotes Moskau. Hanser 2020,  (ISBN 978-3-446-26582-0)
- Entscheidung in Kiew. Ukrainische Lektionen. Hanser Verlag, München, 2015,  (ISBN 978-3-446-24942-4). Actualisé 2022,  (ISBN 978-3-446-27657-4).
- mit Irina Scherbakowa: Der Russland-Reflex. Einsichten in eine Beziehungskrise. edition Körber-Stiftung, Hamburg, 2015,  (ISBN 978-3-89684-169-8)
- Archäologie des Kommunismus oder Russland im 20. Jahrhundert. Ein Bild neu zusammensetzen. (= Themen. Band 99). Carl Friedrich von Siemens Stiftung, München 2014,  (ISBN 978-3-938593-23-3).
- Grenzland Europa. Unterwegs auf einem neuen Kontinent. Hanser, München 2013,  (ISBN 978-3-446-24404-7).
- Terror und Traum. Moskau 1937. Hanser, München 2008,  (ISBN 978-3-446-23081-1).
- Das Russische Berlin. Ostbahnhof Europas. Ergänzte und aktualisierte Neuausgabe von: Berlin, Ostbahnhof Europas. Siedler, München 2007,  (ISBN 978-3-570-55022-9). Actualisé 2019 (Suhrkamp Verlag, Berlin 2019, ISBN 978-3-518-42856-6)
- Planet der Nomaden. JWS, Berlin 2006,  (ISBN 3-937989-16-1).
- Marjampole oder Europas Wiederkehr aus dem Geist der Städte. Hanser, München 2005,  (ISBN 3-596-17786-3).
- Im Raume lesen wir die Zeit: Über Zivilisationsgeschichte und Geopolitik. Hanser, München 2003,  (ISBN 3-446-20381-8).
- Petersburg. Das Laboratorium der Moderne 1909–1921. Hanser, München 2002,  (ISBN 3-596-16720-5).
- Die Mitte liegt ostwärts: Europa im Übergang. Hanser, München 2002,  (ISBN 3-446-20155-6).
- Promenade in Jalta und andere Städtebilder. Hanser, München 2001,  (ISBN 3-596-15574-6).
- Go East oder die zweite Entdeckung des Ostens. Siedler, Berlin 1995,  (ISBN 3-88680-547-6).
- Das Wunder von Nishnij oder die Rückkehr der Städte. Berichte und Essays. (= Die andere Bibliothek). Eichborn, Frankfurt am Main 1991,  (ISBN 3-8218-4077-3).
- Der renitente Held. Arbeiterprotest in der Sowjetunion (1953–1983). Junius Verlag, Hamburg 1984,  (ISBN 3-88506-125-2).
- Moskau lesen. 1984 (veränderte Neuauflage): Moskau lesen. Verwandlungen einer Metropole. Hanser Verlag, München 2011,  (ISBN 978-3-446-23655-4).
- avec Willi Jasper et Bernd Ziesemer: Partei kaputt: Das Scheitern der KPD und die Krise der Linken. Olle & Wolter, Berlin 1980,  (ISBN 3-88395-704-6).